# Марриотт Гранд-Отель (Москва)
Марриотт Москва Гранд-Отель — пятизвёздочная гостиница класса «люкс» в Москве, на Тверской улице, относящаяся к международной гостиничной сети Marriott International. Эта гостиница работает по американским гостиничным стандартам и функционирует под управлением компании Interstate. 9-этажное здание гостиницы содержит 387 номеров, в том числе один президентский и два посольских, десять конференц-залов, три ресторана, бар, оздоровительный центр с бассейном и тренажерным залом.
В этой гостинице во время официальных визитов в Москву останавливались президенты США Билл Клинтон и Джордж Буш.

## Описание
Открыта 30 августа 1997 года в нововыстроенном здании по адресу: Тверская улица, дом 26. Здание гостиницы было построено в 1995—1997 годах на месте снесённых палат князей Кантакузенов (XVII—XVIII веков). В стоявшем на этом месте здании в 1846 году скончался поэт, друг Пушкина и Гоголя — Николай Языков. Во время строительства были обнаружены сводчатые подвалы палат постройки XVIII века, которые были сохранены и встроены в новое здание.

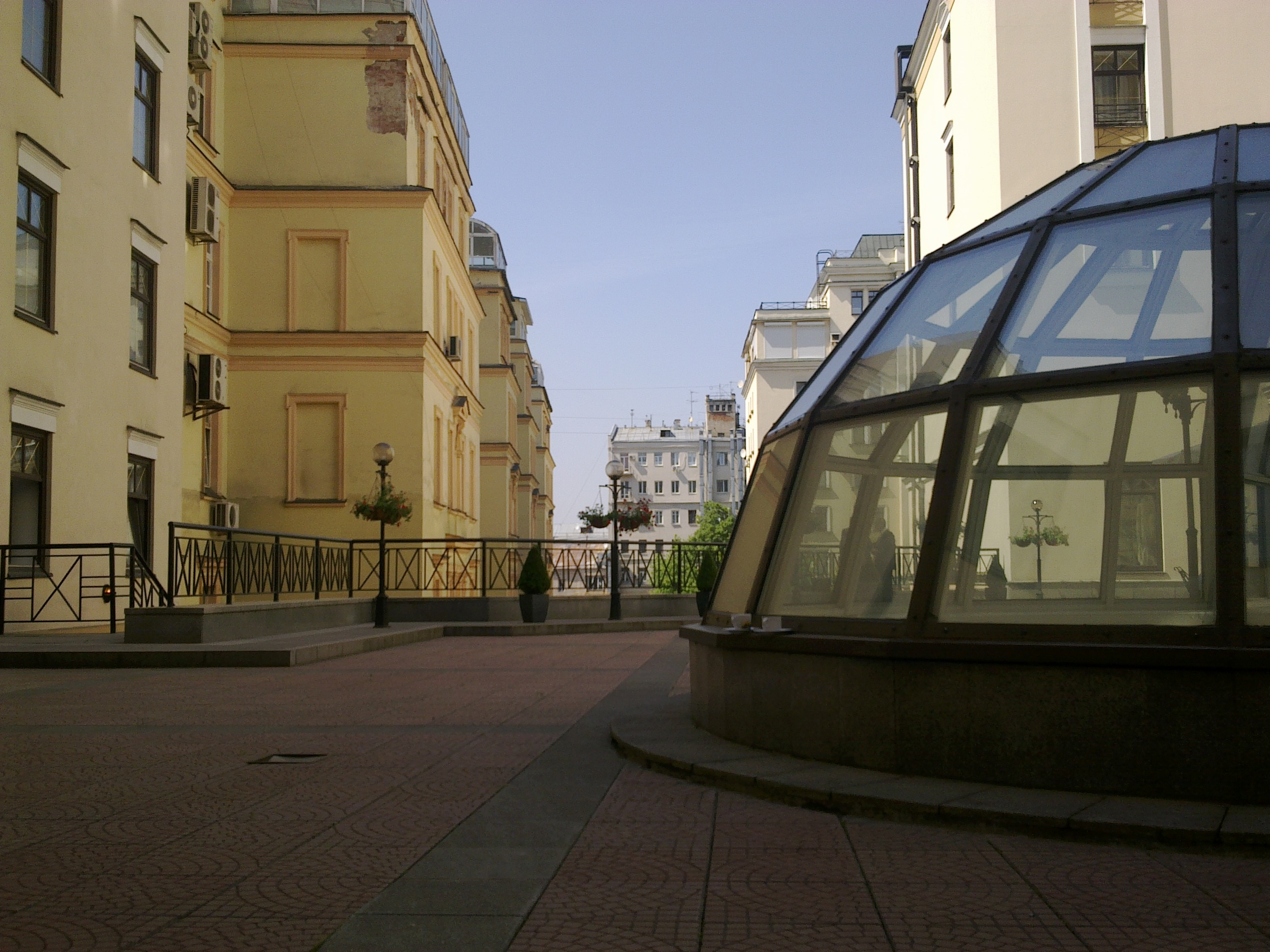
Внутренний двор гостиницы на крыше атриума с видом на внутренние дворы домов по Тверской улице.

Холл гостиницы двухъярусный, с атриумом со стеклянным куполом в центре. Общее количество номеров — 386 (по другим данным — 387), включая люксы; 3 представительских этажа. Имеется спортивный оздоровительный центр, круглосуточный бизнес-центр, салон красоты. В отеле 10 конференц-залов общей площадью свыше 850 м². Точки общественного питания в гостинице — рестораны «Гранд Александр» (назван в честь Пушкина) и «Самобранка», лобби-бар.
Собственником здания гостиницы Marriott Grand Hotel является промышленно-финансовая группа «Сафмар» — принадлежащая семье бизнесмена Михаила Гуцериева.
В гостинице во время официальных визитов в Москву останавливались президенты США Билл Клинтон и Джордж Буш, вице-президент США Альберт Гор, госсекретари США Мадлен Олбрайт и Колин Пауэлл, премьер-министр Израиля Ариель Шарон, вице-президент Бразилии Марку Масиэл и другие высокопоставленные лица.
Отель был пунктом «базирования» игроков и тренеров сборной России по футболу в 2007 году, которой руководил в то время главный тренер Гус Хиддинк.
В 2020 году в номерах гостиницы бесплатно разместили медиков, работавших в «красной зоне», то есть непосредственно с коронавирусными больными.